# The Hondells
The Hondells was een door producent Gary Usher samengestelde Amerikaanse studioband. Hun cover van Little Honda van The Beach Boys kwam in 1964 op nummer 9 in de Billboard Hot 100.

## Bezetting
- Chuck Girard[6]
- Dick Burns[7] (gitaar, bas)
- Gary Usher[8]
- Les Weiser[9]
- Randy Thomas[10] (piano)
- Richard Podolor[11] (gitaar)
- Wayne Edwards[12] (drums)

## Geschiedenis
The Hondells waren een band geformeerd door Gary Usher, oorspronkelijk bestaande uit sessiemuzikanten. Hun hit Little Honda is geschreven door Brian Wilson en Mike Love van The Beach Boys. Het lied is geïnspireerd op de populariteit van Honda-motoren in Zuid-Californië in de vroege jaren 1960. In tegenstelling tot de heersende negatieve stereotypen van motorrijders in Amerika als stoere, antisociale rebellen, suggereerde Honda's campagne dat hun motorfietsen voor iedereen gemaakt waren. De campagne was succesvol en tegen het einde van 1963 had Honda al 90.000 motorfietsen verkocht. The Beach Boys hadden Little Honda opgenomen voor hun album All Summer Long uit 1964 en vervolgens gaf producent Gary Usher de voormalige Castells-zanger Chuck Girard een exemplaar van de lp All Summer Long en gaf hem de opdracht Little Honda te leren.
Usher rekruteerde vervolgens een groep studiomuzikanten - waaronder Glen Campbell, Al DeLory, Tommy Tedesco en Richie Podolor om een album met Honda-gerelateerde nummers op te nemen voor Mercury Records, waarvan de productie werd toegeschreven aan Nick Venet, hoewel Usher het brein was achter de plaat. Afgezien van Little Honda, zijn de meeste nummers op het album Go Little Honda van The Hondells geschreven door Usher en KFWB-diskjockey en tekstschrijver Roger Christian. De hoes van het album toonde een vierkoppige band en de albumnotities bevatten een uitgebreid achtergrondverhaal, geschreven door Christian, waarin ene Ritchie Burns werd geponeerd als de oprichter en leider van de band. Op het moment dat het album werd afgeleverd, was er nog geen beslissing genomen over de naam van de groep. In overweging waren de twee namen The Rising Sons en The Hondells. Venet koos voor het laatste en bracht Little Honda uit als single onder de nieuwe bandnaam. Terwijl het nummer de hitlijsten beklom, verzamelde Usher een band om ter ondersteuning op tournee te gaan en Little Honda piekte uiteindelijk op nummer 9 in de Amerikaanse hitlijst.
In tegenstelling tot wat vaak wordt gedacht, was sessiemuzikant-drummer Hal Blaine (de bedenker van de naam The Wrecking Crew) niet de drummer van The Hondells' versie van Little Honda. De drummer van Little Honda van The Hondells was Wayne Edwards die samen met Richard Burns (die bas speelde tijdens de sessie en op de albumnotities van het album werd genoemd als de oprichter van de band) op pad ging als onderdeel van de toerende Hondells. Blaine speelde drums op Little Honda van The Super Stocks (geproduceerd door Gary Usher voor Capitol Records) en op Pat Boone's versie van het nummer (geproduceerd door Terry Melcher als single voor Dot Records).
Zodra ze de versie van The Hondells in de hitparade hoorden, bracht Capitol Records een single uit van hun Beach Boys-versie en scoorde ook een kleine hit.
The Hondells scoorden nog een bescheiden hit in 1966 met een cover van het nummer Younger Girl (Mercury Records) van The Lovin' Spoonful, voordat ze uit elkaar gingen. Randy Thomas deed de leadzang.
The Hondells namen ook commercials op voor Pepsi en Coty Cosmetics. Muzikanten op deze opnamen waren Ritchie Burns, Glen Campbell, Wayne Edwards, Dennis McCarthy, Randy Thomas, die de hoofdrol zong in de Pepsi-commercial en Al Ferguson die de hoofdrol zong in de Coty-commercial.
Gary Usher ging door met het ontginnen van dit muziekgenre met talloze bands bestaande uit sessiemuzikanten die eenmalige opnamen maakten. Ze kwamen uit het conglomeraat van sessiemuzikanten dat bekend staat als The Wrecking Crew, met een wisselende bezetting van dezelfde basismensen. Als Hal Blaine bijvoorbeeld niet de drummer was, dan was het Earl Palmer wel. Deze fictieve bands brachten opnamen uit als The Sunsets, The Four Speeds, Gary Usher and The Usherettes (ook bekend als: The Honeys), The Competitors, The Go-Go's, The Devons, The Ghouls, The Super Stocks, The Indigos, The Revells, The Kickstands en The Knights. De meeste hiervan zijn opnieuw uitgebracht op cd en zijn zorgvuldig gecatalogiseerd op Beach Boys-fansites.
Girard werd een populaire en baanbrekende CCM-artiest. Burns is de oom van KCPR-radio-dj en beroemdheid Biba Pickles.
De eerste lp Go Little Honda bevatte 11 nummers naast Little Honda, allemaal met een motorthema. Richie Podolor droeg de twee nummers Haulin' Honda en Black Boots and Bikes bij. Mike Curb, die ook het nummer schreef voor You meet the nicest people on a Honda-campagne van Honda, schreef het nummer Rip's Bike. De overige nummers, geschreven door Gary Usher en Roger Christian, bestaan uit Mean Streak, A Guy Without Wheels, The Wild One, Hot Rod High, Death Valley Run, Two Wheel Show Stopper, Ridin' Trails en Hon-Da Beach Party.
De tweede lp The Hondells van de band, werd slechts een paar maanden na Go Little Honda uitgebracht. De lp leverde de Billboard 100-single My Buddy Seat op, geschreven door Brian Wilson en Gary Usher, ondersteund met You're Gonna Ride With Me, geschreven door Usher en Roger Christian. Mike Curb schreef vier nummers die op de lp verschijnen: The Rebel (Without A Cause), The Lonely Rider, Cycle Chase en The Sidewinder. De overige nummers bestonden uit Black Denim, Night Rider, My Little Bike, Lay It Down, He Wasn't Coming Back en Honda Holliday.
The Hondells zijn te horen in drie verschillende langspeelfilms, allemaal uit 1965: Beach Blanket Bingo van AIP (getoond met Cycle Set en als backup van Fly Boy); Ski Party van AIP (getoond met The Gasser en gehoord met het titelnummer) en Beach Ball van Paramount (getoond met My Buddy Seat). De band wordt ook vermeld voor het uitvoeren van het titelnummer voor Columbia's film Winter A-Go-Go uit 1965.

## Discografie

### Singles
- 1964: Little Honda/Hot Rod High (Mercury Records)
- 1964: My Buddy Seat/You're Gonna Ride With Me (Mercury Records)
- ####: Little Sidewalk Surfer Girl/Come On (Mercury Records)
- ####: Do As I Say/Sea Of Love (Mercury Records)
- ####: Sea Cruise/You Meet The Nicest People On A Honda (Mercury Records)
- ####: Follow Your Heart/Endless Sleep (Mercury Records)
- 1966: Younger Girl/All American Girl (Mercury Records)
- ####: Kissin' My Life Away/A Country Love (Mercury Records)
- ####: Show me Girl/Cherryl's Going Home (Mercury Records)
- ####: Yes To You/ Just One More Chance (Columbia Records)
- ####: Atlanta Georgia Stray/Another Woman (Columbia Records)
- ####: Shine On Ruby Mountain/Follow The Bouncing Ball (Amos)
- ####: Shine On Ruby Mountain/Legend Of Frankie And Johnny (Amos)

### LP's
- ####: Go Little Honda (Mercury Records)
- ####: The Hondells (Mercury Records)

### CD's
- 1964: The Hondells - You're Gonna Ride With Us, Vol. 1 (ATM)
- ####: The Hondells - California Sunshine, Vol. 2 1965–1970 (ATM)
- ####: The Hondells - Vol. 3 Aliases And Alternatives (ATM)
- ####: The Hondells - Vol. 4 More Aliases and Early Recordings (ATM)